# Kraurogymnocarpa
Kraurogymnocarpa är ett släkte av svampar. Kraurogymnocarpa ingår i familjen Gymnoascaceae, ordningen Onygenales, klassen Eurotiomycetes, divisionen sporsäcksvampar och riket svampar.
|                  | Pseudoarachniotus                                 |
|                  |                                                   |
|                  | Gymnoascus                                        |
|                  |                                                   |
|                  | Arachniotus                                       |
|                  |                                                   |
| Kraurogymnocarpa | \| \| Kraurogymnocarpa lenticulispora \| \| \| \| |
|                  | \| \| Kraurogymnocarpa lenticulispora \| \| \| \| |
|                  | Gymnascella                                       |
|                  |                                                   |
|                  | Petalosporus                                      |
|                  |                                                   |
|                  | Acanthogymnomyces                                 |
|                  |                                                   |
|                  | Testudomyces                                      |
|                  |                                                   |
|                  | Amaurascopsis                                     |
|                  |                                                   |
|                  | Actinodendron                                     |
|                  |                                                   |
|                  | Leucothecium                                      |
|                  |                                                   |
|                  | Oncocladium                                       |
|                  |                                                   |
|                  | Orromyces                                         |
|                  |                                                   |
|                  | Acitheca                                          |
|                  |                                                   |
|                  | Kraurogymnocarpa lenticulispora                   |
|                  |                                                   |

|  | Kraurogymnocarpa lenticulispora |
|  |                                 |